# Oscaecilia bassleri
Espèce
Synonymes
- Caecilia bassleri Dunn, 1942

Statut de conservation UICN

 LC  : Préoccupation mineure
Oscaecilia bassleri est une espèce de gymnophiones de la famille des Caeciliidae.

## Répartition
Cette espèce se rencontre entre 100 et 800 m d'altitude sur le versant amazonien des Andes :
- en Équateur dans les provinces de Napo et de Pastaza ;
- au Pérou dans les régions d'Amazonas et de Madre de Dios.

Sa présence est incertaine en Colombie et en Bolivie.

## Étymologie
Cette espèce est nommée en l'honneur d'Harvey Bassler (1883-1950).

## Publication originale
- Dunn, 1942 : The American caecilians. Bulletin of the Museum of Comparative Zoology, vol. 91, n. 6, p. 437-540 (texte intégral).